# Iora-grande
Iora-grande  (Aegithina lafresnayei) é uma espécie de ave da família Aegithinidae. Pode ser encontrada nos seguintes países: Camboja, China, Laos, Malásia, Myanmar, Tailândia e Vietname. Os seus habitats naturais são: florestas subtropicais ou tropicais húmidas de baixa altitude.